# Kyohei Yoshino
Kyohei Yoshino (吉野 恭平 Yoshino Kyohei?), född 8 november 1994 i Miyagi prefektur, är en japansk fotbollsspelare.
Yoshino började sin karriär 2013 i Tokyo Verdy. 2014 flyttade han till Sanfrecce Hiroshima. 2016 blev han utlånad till Kyoto Sanga FC. Han gick tillbaka till Sanfrecce Hiroshima 2018. 2020 flyttade han till Vegalta Sendai.